# Stezychor
Stezychor (gr. Στησίχορος, ur. ok. 632–629 p.n.e. w mieście Himera na Sycylii, zm. ok. 556–553 p.n.e. w Katanii) – grecki poeta liryczny.
Informacje o jego życiu podaje m.in. bizantyński leksykon Suda. Większość życia spędził na Sycylii, okresowo przebywał także na Peloponezie. W starożytności przypisywano wprowadzenie do liryki chóralnej tzw. systemu triadycznego. Był autorem wielu poematów, z których do dziś zachowały się krótkie fragmenty. Jego poezja posiadała silne elementy dramatyczne i stanowiła pomost pomiędzy wielką epiką a liryką chóralną, wpłynęła także na rozwój greckiej tragedii.
Od nazwy jednego z poematów Stezychora (Palinodia) pochodzi określenie palinodia oznaczające w poetyce pozorne odwołanie poprzedniej krytyki, co prowadzi do jej wzmocnienia. 
Tytuły poematów Stezychora:
- Igrzyska nad grobem Peliasa
- Gerioneida
- Helena
- Palinodia
- Zburzenie Ilionu
- Erifyle
- Europeja
- Cerber
- Kyknos
- Powroty
- Oresteja
- Scylla
- Łowcy dzika

Do dziś zachowały się m.in. fragmenty z poematu Gerioneida, Zburzenie Ilionu, Erifyle. Część zachowanych fragmentów twórczości Stezychora została odkryta ponownie dopiero w XX wieku, dzięki odczytaniu rękopisów papirusowych, opublikowanych przez Edgara Lobela w 1967.